# Alfons Scherer
Alfons Maria Peter Scherer (* 10. August 1885 in  Straßburg; † 3. März 1964; laut Geburtsurkunde Alphons Maria Peter Scherer) war ein deutscher Verwaltungsjurist und Schriftsteller.

## Leben
Scherer wurde als Sohn des Oberlehrers Peter Scherer und dessen Ehefrau Gertrude Elisabeth Josephine Scherer, geborenen Hey in Straßburg geboren. Am Ende des Ersten Weltkriegs war Scherer von 1917 bis 1918 Bürgermeister von Schlettstadt im Reichsland Elsass-Lothringen. In der Weimarer Republik wurde er 1924 Regierungsvizepräsident im Regierungsbezirk Wiesbaden. 1926 wurde er  Regierungspräsident der Hohenzollerischen Lande in Sigmaringen. Es kennzeichnet  preußisches Amtsverständnis, wenn sich der Verwaltungschef hohenzollernscher Stammlande gegen den (ehemaligen) Landesherrn stellt: Nach der Weimarer Verfassung und dem Preußischen Adelsgesetz von 1920 völlig zu Recht widersprach er 1928 Friedrich von Hohenzollern, der auf der Anrede Hoheit und dem Erstgeburtstitel Fürst bestand. Der jahrelange Streit hatte zur Folge, dass Scherer zum 31. August 1931 von Carl Severing, dem sozialdemokratischen Innenminister des Freistaats Preußen, in den einstweiligen Ruhestand versetzt wurde. Sein Nachfolger war Heinrich Brand.
Scherer zog nach Wiesbaden und widmete sich der Schriftstellerei. Er hinterließ unveröffentlichte Schauspiele, Erzählungen, Gedichte und  literaturgeschichtliche Arbeiten. Seine Tochter Ruth M. Pauly überließ sie 1996 dem Landesarchiv Baden-Württemberg.
1945 wurde Scherer in Rüdesheim kurzzeitig als Leiter der Spruchkammerverfahren eingesetzt.